# Lophotyna crinomima
Lophotyna crinomima là một loài bướm đêm trong họ Noctuidae.